# إدوارد جي. سوليفان
إدوارد جي. سوليفان هو سياسي أمريكي، ولد في 1921 في كامبريدج في الولايات المتحدة، وتوفي بنفس المكان في 24 يوليو 2007. نشط حزبياً في الحزب الديمقراطي.